# 댄 로리아
댄 로리아(Dan Lauria, 1947년 4월 12일 ~ )는 미국의 배우이다.

## 출연 작품
- 홀리데이트 (2020년) - 월리 역